# Matt Heafy
Matthew Kiichi Heafy, conosciuto semplicemente come Matt Heafy (Iwakuni, 26 gennaio 1986), è un cantautore, chitarrista, produttore discografico e streamer statunitense.
Giunto alla notorietà internazionale come frontman del gruppo heavy metal Trivium, Heafy si è successivamente distinto come musicista solista tramite varie collaborazioni con artisti internazionali e per l'attività con il suo canale sulla piattaforma di streaming Twitch (nella quale è dal 2020 il canale musicale con il maggior numero di iscritti sul sito, e dal 2022 Twitch Ambassador). È inoltre attivo in ambito sociale con le organizzazioni non profit Metal and Honey Foundation, del quale è presidente con la moglie, e Stack Up.
Nel 2023 è stato menzionato da Loudwire come uno degli artisti musicali più distintivi e rispettati, ed è considerato con i Trivium tra i maggiori esponenti della new wave of American heavy metal. Nel 2006 viene insignito del Metal Hammer Golden God Award per la sua attività come frontman dei Trivium, mentre si è piazzato alla sesta posizione nella classifica dei migliori frontman moderni stilata da Ultimate Guitar nel 2017.

## Carriera musicale

### Gli inizi
Matthew Heafy nasce nell'ospedale all'interno di una base militare a Iwakuni, da padre statunitense e madre giapponese. Il padre, Brian Heafy, era al tempo un militare del Corpo dei Marines, in missione in Giappone. Dopo la sua nascita, la famiglia si sposta in Florida, e all'età di 12 anni Matthew inizia a suonare la chitarra. Prova ad entrare nella sua prima band suonando Dammit dei blink-182, ma non supera le audizioni. Abbattuto, è sul punto di abbandonare il suo sogno di suonare in una rock band, quando un suo compagno di scuola gli consiglia il Black Album dei Metallica; è il primo album metal che Heafy ascolta, e preso dall'entusiasmo inizia a imparare le canzoni del gruppo. La prima che impara nella sua interezza è No Leaf Clover, con la quale si esibisce nel 2000 a scuola e si fa notare dai ragazzi già militanti in un giovane gruppo locale, i Trivium.

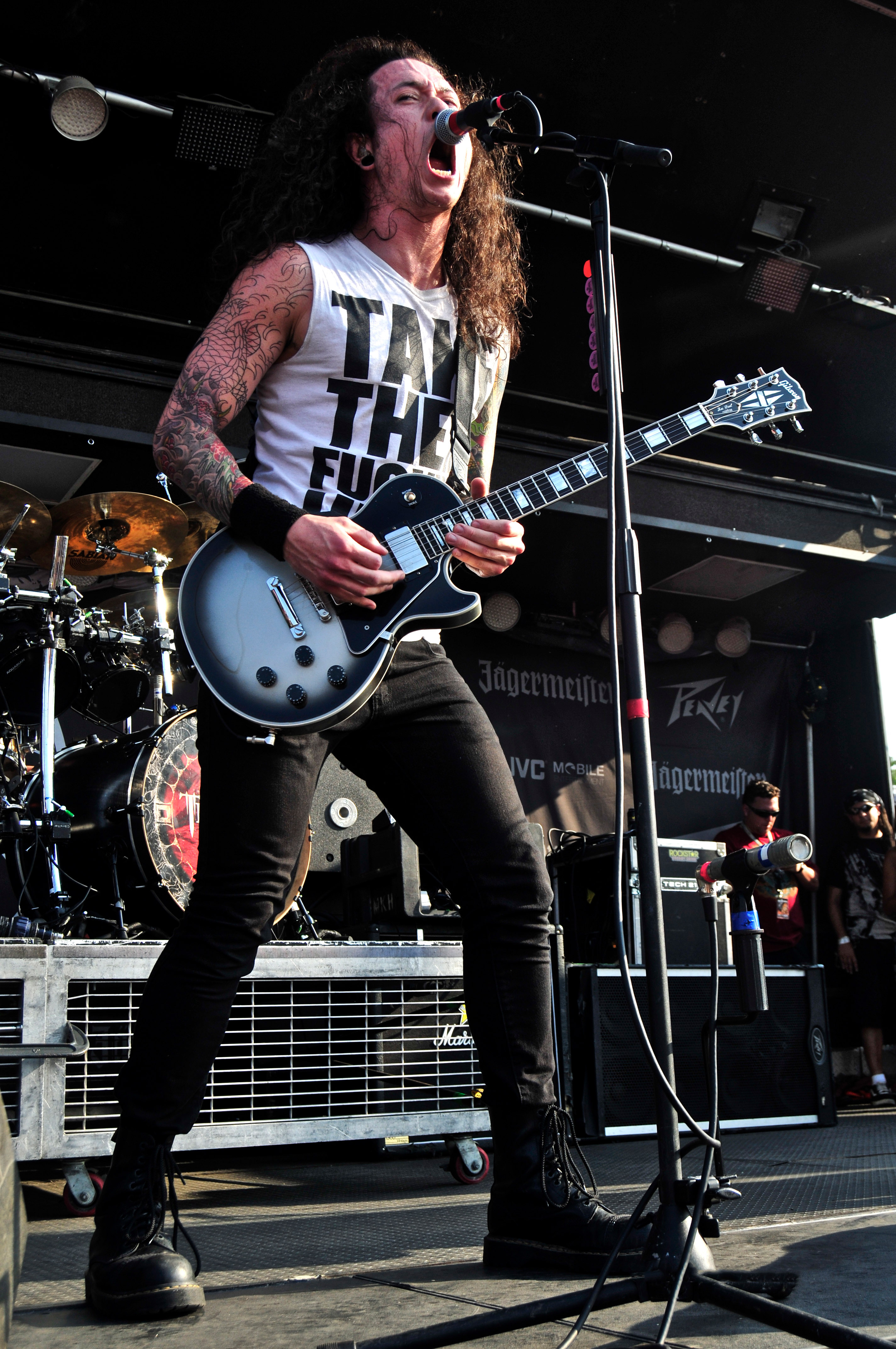
Matt Heafy in concerto con i Trivium nel 2009

### Trivium
Invitato a provare per i Trivium, partecipa alle loro audizioni per un nuovo cantante e chitarrista con For Whom the Bell Tolls, e viene subito ingaggiato. Dopo un primo demo inciso nel febbraio 2003, alla fine dello stesso anno il gruppo pubblica, come trio formato da Heafy, Travis Smith e Brent Young, il suo primo album per l'etichetta tedesca Lifeforce Records, Ember to Inferno, interamente scritto e coprodotto da Heafy. Vengono quindi notati dall'etichetta statunitense Roadrunner Records, che gli propone un contratto discografico. Nel frattempo Young lascia la formazione e viene sostituito dal bassista Paolo Gregoletto, mentre si aggiunge come secondo chitarrista Corey Beaulieu. Il quartetto pubblica nel 2005 il secondo album in studio Ascendancy (anch'esso coprodotto da Heafy insieme a Jason Suecof dei Capharnaum, altra band di cui farà parte Heafy) che li porterà al successo internazionale. I Trivium pubblicheranno tutte le loro future produzioni con la Roadrunner, portando avanti una collaborazione ultradecennale.

### Ibaraki
Nel gennaio 2022 Heafy lancia il suo progetto solista black metal Ibaraki, tenuto in cantiere dall'artista per oltre un decennio. Il primo singolo, Tamashii No Houkai, viene pubblicato il 22 gennaio dalla Nuclear Blast con la partecipazione del musicista norvegese Ihsahn. Un secondo singolo, intitolato Akumu e realizzato con la collaborazione di Nergal dei Behemoth, viene pubblicato il 18 febbraio 2022, con il contestuale annuncio che il primo album del progetto (e primo album da solista di Heafy) verrà pubblicato il 6 maggio 2022 dalla Nuclear Blast con il titolo di Rashomon. Nell'album partecipano come batterista in tutti i brani Alex Bent e al basso, per il solo brano Kagutsuchi, Paolo Gregoletto, già membri dei Trivium insieme a Heafy. Un terzo singolo estratto dal disco, Rōnin, con la partecipazione di Gerard Way dei My Chemical Romance alla voce e di Ihsahn alla chitarra, viene pubblicato il 25 marzo 2022.

### Altri gruppi
Parallelamente alla sua militanza nei Trivium, Heafy ha anche fatto parte dei gruppi death metal Capharnaum e Mindscar. Con i primi, band dell'allora produttore dei Trivium Jason Suecof già in attività dal 1994, pubblica l'album Fractured nel febbraio 2004, che tuttavia sarà il loro ultimo lavoro prima dello scioglimento della formazione nel 2005. Ha invece fatto parte dei Mindscar per breve tempo e poco prima del loro scioglimento, nel 2002, come chitarrista e seconda voce. Torna a suonare con il gruppo, in veste di ospite, per il loro album di debutto Kill the King, pubblicato nel 2014 una volta riformatisi.

### Attività solista
Nel 2005 la Roadrunner Records promuove l'album The All-Star Sessions per celebrare i propri 25 anni di attività. Vengono scelti i quattro "capitani" dell'etichetta: Joey Jordison (Slipknot), Robb Flynn (Machine Head), Dino Cazares (Fear Factory) e lo stesso Matt Heafy, che scrive il testo e la musica di The End, interpretata con Dino Cazares, Nadja Peulen, Roy Mayorga, Logan Mader e Rhys Fulber.
Nel 2021 pubblica i singoli In Defiance, brano inedito in collaborazione con il rapper e produttore discografico Mike Shinoda, e Right Here Waiting, rivisitazione in chiave metal del celebre brano di Richard Marx, che vede inoltre la partecipazione vocale dello stesso. Nello stesso anno partecipa alla realizzazione del brano Remain per il videogioco Free Fire, con Courtney LaPlante (Spiritbox), Roberto Carrasco (Arcadia Libre), José Macario, Pablo Viveros (Chelsea Grin) e Kello Gonzales.
Nel gennaio 2022 pubblica il singolo inedito Behold Our Power, con la collaborazione di Chuck Billy, storico cantante dei Testament. Nel febbraio dello stesso anno Heafy presenta, per la colonna sonora dell'espansione di Magic: The Gathering Kamigawa: Neon Dynasty, il brano inedito Tasukete, prodotto da Jonathan Young, e compone e collabora con lo stesso Young e con il musicista Tre Watson a diversi altri brani anch'essi parte della colonna sonora dell'espansione, pubblicata il 18 febbraio 2022. Nel maggio 2022 pubblica una cover di Wild Rover dei Dropkick Murphys con Colton Crawford, sia in versione acustica che in versione metal, e di Reach Witch Burn per la Bethesda Softworks, brano originariamente presente in The Elder Scrolls Online. 
Sempre nel 2022 compare nell'fps/rhythm game Metal: Hellsinger insieme ad altri artisti della scena heavy metal internazionale, cantando nel brano This Devastation, composto dal duo Two Feathers, autori della colonna sonora del videogioco. Nel dicembre 2023 collabora nuovamente a Metal: Hellsinger con il brano Goodbye My Morning Sun, inserito come traccia aggiuntiva nel primo DLC del videogioco. Nell'ottobre dello stesso anno pubblica il singolo What Kind of Death Will I Find, ispirato al mondo di The Elder Scrolls Online, accompagnato da un video ufficiale realizzato proprio dal team di sviluppo del videogioco. Realizza anche l'inno ufficiale del gruppo e-sport Team Vitality, intitolato Metality (The Vitality Anthem) e pubblicato come singolo nel mese di novembre.
Nell'ottobre 2023 viene annunciato che Heafy curerà l'intera colonna sonora del film Deathgasm 2: Goremaggedon, ancora in produzione. Nella primavera 2024 pubblica la colonna sonora originale per la serie a fumetti True Believers, nella quale appare in un cameo nel secondo volume nel marzo 2024.

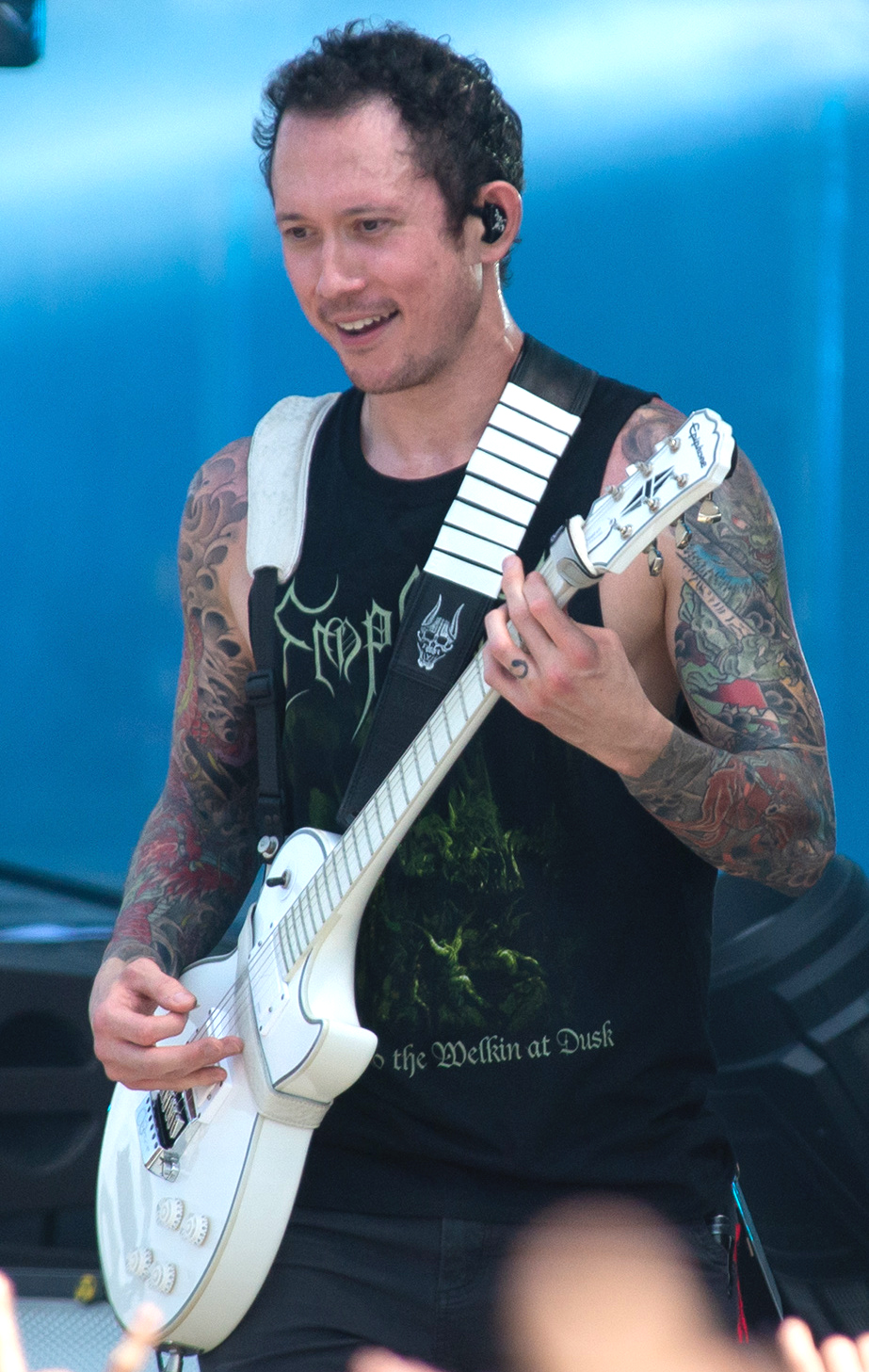
Matt Heafy mentre si esibisce con la sua Les Paul signature "Snøfall" durante un concerto dei Trivium del 2019

### Collaborazioni
Heafy ha anche partecipato a diverse collaborazioni come solista. Già nel 2007 appare nel video del singolo Aesthetics of Hate dei Machine Head. Farà un cameo anche nei video di All I Want degli A Day to Remember del 2009 e di Moving On degli Asking Alexandria del 2014. Sempre nel 2014 partecipa ai brani Falling Downwards dei Caliban, contenuto nell'edizione deluxe del loro album Ghost Empire, e Blood Sweat and Tears degli Upon a Burning Body nell'album The World Is My Enemy Now, oltre che a ben tre brani sia con i DragonForce, nel loro album Maximum Overload, e con la sua ex band Mindscar, nel loro album Kill the King. Nel 2015 partecipa ai brani Out of the Grave dei Sigh, dall'album Graveward, e Destination: Nowhere dei Metal Allegiance. Nel 2016 provvede ai controcanti nel brano Mass Darkness di Ihsahn, dall'album Arktis., e appare come voce ospite nel singolo degli Any Given Day Arise, dall'album Everlasting. Nel 2018 è ospite nei brani Rain degli Shvpes, dall'album Greater Than, e Soul Adventurer degli In Vain, dall'album Currents. Nel 2019 collabora con Jasta al suo brano When the Contagion Is You, contenuto nell'album The Lost Chapters, Volume 2, con gli Ice Nine Kills alla versione acustica del brano Stabbing in the Dark nell'edizione speciale dell'album The Silver Scream, e con Nergal al brano You Will Be Mine, contenuto nell'album New Man, New Songs, Same Shit. Vol. 1 del progetto blues Me and That Man del cantante dei Behemoth.
Nel 2020 partecipa ai brani Bitter Friend dei Cabal nell'album Drag Me Down e The Gift di Daniel Tompkins nell'album Ruins e pubblica, con il musicista e youtuber Jared Dines, l'EP di inediti Dines X Heafy. Sempre nello stesso anno è ospite dei Sepultura per una versione dal vivo, in videoconferenza, di Slave New World. Questa versione viene successivamente inclusa nell'album del 2021 dei Sepultura SepulQuarta.
Nel 2021 partecipa ai brani Oblivion degli Atreyu, contenuto nell'album Baptize, Fist by Fist (Sacrilize or Strike) dei Powerwolf dall'edizione Missa Cantorem dell'album Call of the Wild, e Internal Cannon degli August Burns Red nell'album Leveler, nel quale suona anche l'assolo di chitarra.
Nel luglio 2022 partecipa come chitarrista al singolo di Jonathan Young Separate Ways, cover dei Journey, mentre nell'agosto 2022 esce Days of the Losts, album di debutto dei The Halo Effect, gruppo formato da ex componenti degli In Flames, contenente il brano Last of Our Kind, realizzato con la collaborazione vocale di Heafy. Partecipa inoltre al brano All I've Lost degli Ingested e come chitarrista nel brano Salvation, estratto dall'album Malicious Intent dei Malevolence.
Nel febbraio 2023 è voce ospite nel singolo della cantante e chitarrista Sophie Lloyd Fall of Man, dal suo album Imposter Syndrome. Nel marzo dello stesso anno collabora con gli Abiotic nel singolo Ocean of Worldly Suffering, e a maggio nuovamente con Jonathan Young in Army of the Damned, estratto dall'EP omonimo, e con i Frozen Soul nel singolo Glacial Domination, contenuto nell'omonimo album prodotto dallo stesso Heafy. Nel luglio 2023 esce l'album Amongst the Low & Empty dei Signs of the Swarm, contenente il brano The Witch Beckons, realizzato con la partecipazione vocale di Heafy. Nel novembre 2023 partecipa al singolo The Rainbow Song dei Ryujin, estratto dal loro eponimo album del 2024. Sempre nel 2024, ad agosto, collabora con gli youtuber Nik Nocturnal e Paola Carregosa al loro singolo Fall Forever, e con il gruppo deathcore Distant al singolo Torturous Symphony, estratto dall'album Tsukuyomi: The Origin.

### Produttore
Oltre ad aver prodotto alcuni album dei Trivium e quelli del progetto Ibaraki, Heafy ha prodotto musica anche per altri gruppi musicali. Nel febbraio 2023 annuncia di aver firmato un contratto come produttore e manager della band deathcore portoghese Downfall of Mankind, mentre a maggio dello stesso anno viene pubblicato l'album Glacial Domination dei texani Frozen Soul, prodotto da Heafy. Sempre nel 2023 produrrà un EP per gli Abiotic.

## Altre attività
Heafy è attivo, dal 2017, sulla piattaforma online Twitch, tramite la quale effettua regolarmente esibizioni musicali e gameplay in streaming. Il suo canale è, tra quelli di ambito musicale, il più seguito sul sito dal 2020.
Heafy è impegnato anche nel campo delle attività benefiche: con la moglie Ashley è fondatore dell'organizzazione non profit Metal and Honey Foundation, che supporta i programmi di terapia musicale infantili all'Orlando Health Arnold Palmer Hospital. Dal 2021 è nel consiglio di amministrazione di Stack Up, società che raccoglie fondi attraverso attività di gaming e musica in favore della sanità mentale e al contrasto ai suicidi tra i veterani militari del Corpon dei Marine degli Stati Uniti e forze alleate.
Nel 2021 lancia la sua linea di abbigliamento per l'azienda Half Sumo, chiamata Kiichi.
Nel 2022 realizza il suo primo libro, dal titolo Ibaraki and Friends, una raccolta di fiabe giapponesi da lui scritta e illustrata, pubblicato dalla Z2 Comics. Dal novembre 2022 è DJ per la webradio Sirius XM con il suo programma Chaos Hour.
Nel 2025 pubblica, per l'editore Fundamental Changes, il suo primo libro di tecnica musicale, intitolato Modern Metal Guitar Technique.

## Influenze musicali
Nei primi anni di scuola ascolta musica pop punk, in particolare blink-182, sino a quando, all'età di 14 anni, viene introdotto da un amico ai Metallica con l'omonimo album, che Heafy dichiarerà successivamente essere la principale fonte di ispirazione per la sua carriera nella musica metal. Da quel momento in poi si appassionerà a vari sottogenere dell'heavy metal, dal thrash e al groove sino al melodic death e al black metal. Successivamente si avvicinerà anche a gruppi metalcore e christian metal. Heafy dichiara di essere influenzato, nella composizione della sua musica, da svariati artisti facenti parte di tali generi, e in particolare, oltre ai già citati Metallica: Death, Killswitch Engage, Iron Maiden, In Flames, Ihsahn, Pantera, Megadeth, Testament, Black Sabbath, Judas Priest, Children of Bodom, Arch Enemy, Dark Tranquillity, Opeth, Duskfall, Mercenary, Emperor, Dimmu Borgir, Mörk Gryning, Dark Funeral, Anorexia Nervosa, Poison the Well, Hatebreed, Underoath e Further Seems Forever. Dichiara di essersi profondamente ispirato in generale a James Hetfield (cantante e chitarrista dei Metallica), per il tremolo picking ai Krisiun. Oltre agli artisti già citati, Heafy ha dichiarato che tra i suoi artisti preferiti figurano anche i Depeche Mode, i Queen e i Beatles, ed è un appassionato di musica classica (il suo album preferito è Mozart's Requiem della London Symphony Orchestra).
Nel 2014, a causa di una scorretta tecnica di canto e growl adottata per anni e sin dagli esordi, durante un concerto dei Trivium perde momentaneamente la voce; in seguito a ulteriori visite mediche, al cantante viene diagnosticato un grave danneggiamento della gola e delle corde vocali, e Heafy è costretto, almeno sino al 2017, quando inizierà a utilizzare delle nuove tecniche canore e di screaming dopo diverse lezioni private di canto, a non fare più uso di growl e scream sia durante le esibizioni dal vivo che in fase di registrazione in studio. Prodotto di tale esperienza è l'album dei Trivium Silence in the Snow, nel quale Heafy canta tutte le canzoni in un nuovo stile melodico, senza utilizzo alcuno di growl o scream: per tale disco, Heafy si è ispirato a cantanti quali Ronnie James Dio e Adele.

## Equipaggiamento

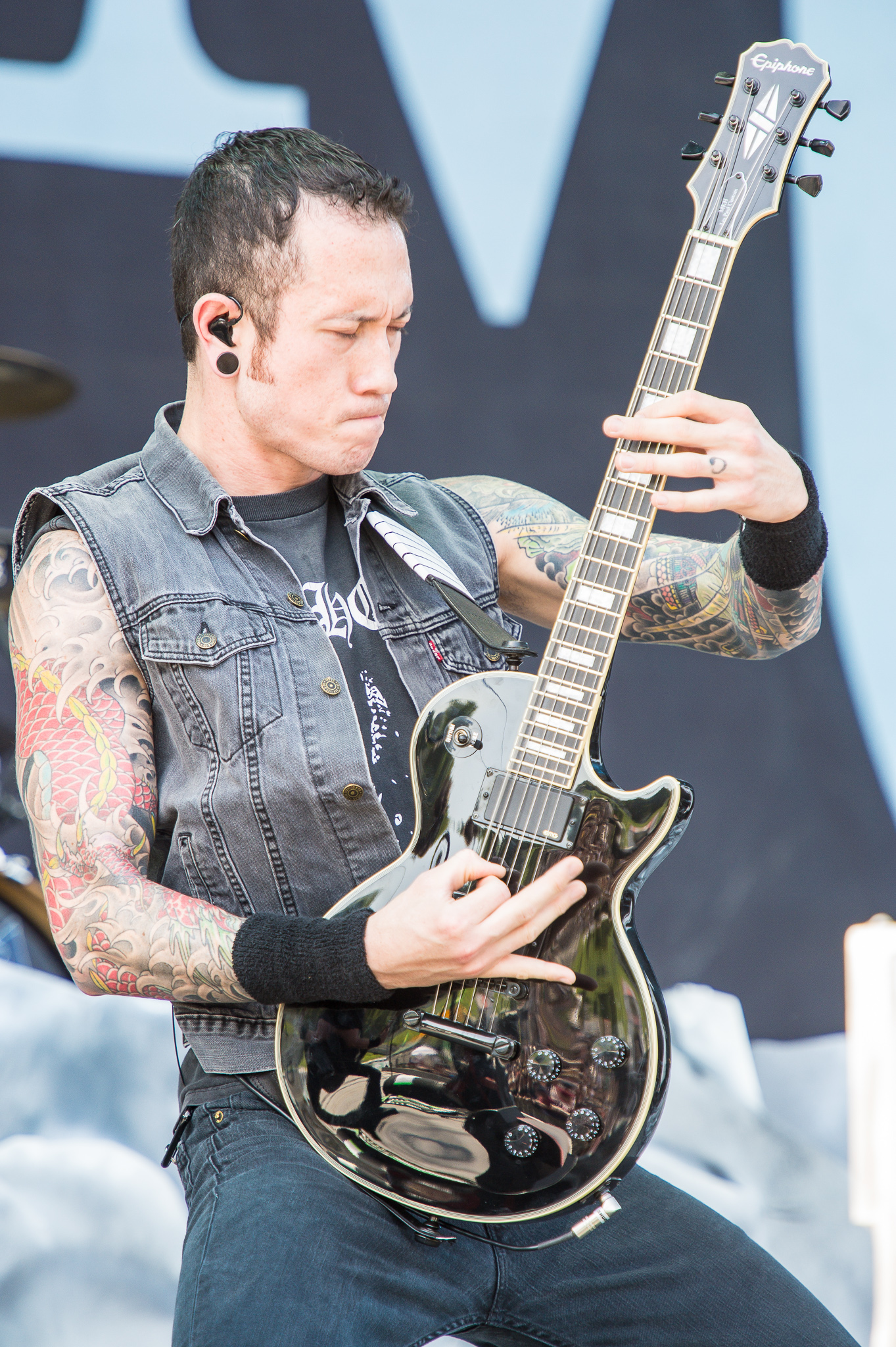
Matt Heafy mentre si esibisce con la sua Epiphone Les Paul signature al Rock im Park 2014

Matt Heafy utilizza chitarre Gibson sin dall'estate 2009. Prima di allora sia lui che Corey Beaulieu utilizzavano nei Trivium delle chitarre Dean, in particolare dei prototipi Razorback costruiti per loro nel 2006. Nel 2008 viene realizzato dalla Dean un suo modello signature, con disegnato un sol levante, simbolo del Giappone e omaggio alle origini di Heafy. Nel 2009 la Gibson realizza un modello Explorer a 7 corde su misura per Heafy. Nel 2013 la Epiphone realizza per il musicista un modello Les Paul signature sia a 6 che a 7 corde, quest'ultima riproposta nel 2021 nel nuovo modello MKH Origins, dotato di un manico più lungo rispetto alle altre Les Paul a 7 corde fino ad allora prodotte. Sempre la Epiphone, nel 2017, realizza un altro modello Les Paul signature per Heafy chiamato Snøfall, disponibile anch'esso sia a 6 che a 7 corde. Oltre a diverse chitarre elettriche, Heafy possiede e utilizza in studio e dal vivo anche alcune chitarre acustiche, tra le quali una Hummingbird Acoustic.
Come amplificatori utilizza modelli EVH Amps e Peavey.
Nel 2021 la KHDK Electronics realizza un pedale overdrive signature ispirato a Matt Heafy e Corey Beaulieu, chiamato Ascendancy. Nel 2024 collabora, insieme ai colleghi nei Trivium Corey Beaulieu e a Paolo Gregoletto, alla realizzazione di tre simulatori di amplificazione AmpKnob ispirati ai toni di chitarra e basso del gruppo.

## Vita privata
Dal 2010 è sposato con Ashley Howard, dalla quale ha avuto due gemelli, Mia Kiyomi e Akira Hiro, nel 2018. Dal 2008 al 2018 la coppia ha avuto un cane femmina di nome Miyuki, alla quale venne da prima diagnosticato il diabete e successivamente una neoplasia, a causa della quale venne soppressa. Heafy ha dedicato all'animale due brani, The Darkness of My Mind (mai cantato o suonato ufficialmente dal cantante al di fuori dell'atto di registrazione dello stesso, e contenuto nell'edizione speciale di Silence in the Snow) e Sickness unto You (contenuta nell'album What the Dead Men Say).
Oltre alle note passioni per la musica e i videogiochi, Heafy pratica jiu jitsu brasiliano, ed è cintura nera in tale disciplina.

## Discografia

### Solista
EP
- 2020 – Dines X Heafy (con Jared Dines)
- 2023 – Army of the Damned (con Jonathan Young)

Colonne sonore
- 2022 – Kamigawa: Neon Dynasty Official Soundtrack (con artisti vari)
- 2024 – True Believers - Original Score

Singoli
- 2020 – Remain (con Courtney LaPlante, Roberto Carrasco, José Macario, Pablo Viveros e Kello Gonzales)
- 2020 – My Mother Told Me
- 2020 – Toss a Coin to Your Witcher
- 2021 – Wellerman (feat. Livia Zita)
- 2021 – Under Cover
- 2021 – The Defiance (prodotto da Mike Shinoda)
- 2021 – Right Here Waiting (feat. Richard Marx)
- 2021 – Jack's Lament
- 2022 – Burn Butcher Burn
- 2022 – Over the Seas
- 2022 – Behold Our Power (feat. Chuck Billy)
- 2022 – Reach Witch Chant
- 2022 – Wild Rover (feat. Colton Crawford)
- 2022 – The Spark Inside (con Jonathan Young)
- 2022 – Until This City's Burning (con Jonathan Young)
- 2022 – Fall Praetor (con Jonathan Young)
- 2022 – Perpetual Hate (con Josh Devine)
- 2022 – Separate Ways (con Jonathan Young & Annapantsu)
- 2022 – Surface Pressure (Metal Version) (con Jonathan Young)
- 2022 – A Curse Undone (con AnneMunition)
- 2022 – I See Fire (con Jonathan Young & Colm R. McGuinness)
- 2022 – Wiki Wish (feat. Jonpaul Douglass)
- 2022 – What Kind of Death Will I Find
- 2022 – Life Is a Highway
- 2022 – Metality (The Vitality Anthem)
- 2024 – In the Floods (Machine Version) (feat. Lovisa Berghdal)

### Con i Trivium
Album in studio
- 2003 – Ember to Inferno
- 2005 – Ascendancy
- 2006 – The Crusade
- 2008 – Shogun
- 2011 – In Waves
- 2013 – Vengeance Falls
- 2015 – Silence in the Snow
- 2017 – The Sin and the Sentence
- 2020 – What the Dead Men Say
- 2021 – In the Court of the Dragon

EP
- 2008 – Shogun EP
- 2011 – Live from Chapman Studios
- 2021 – Deadmen and Dragons
- 2022 – European Tour 2023 (split con gli Heaven Shall Burn)
- 2025 – Struck Dead

### Come Ibaraki
Album in studio
- 2022 – Rashomon

Singoli
- 2022 – Tamashii No Houkai (feat. Ihsan)
- 2022 – Akumu (feat. Nergal)
- 2022 – Rōnin (feat. Gerard Way and Ihsahn)
- 2022 – Kagutsuchi

### Con i Capharnaum
Album in studio
- 2004 – Fractured

### Con i Mindscar
Album in studio
- 2015 – Kill the King

### Con i Roadrunner United
Album in studio
- 2005 – The All-Star Sessions

Album dal vivo
- 2023 – The Concert

Singoli
- 2005 – The End

## Libri
- 2022 – Ibaraki and Friends (Z2 Comics)
- 2025 – Modern Metal Guitar Technique (Fundamental Changes)